# Internet superficial
Se conoce como Internet superficial a la porción de Internet que es indexada por las arañas de los motores de búsqueda. La parte que no es indexada se conoce como Internet profunda.
Las arañas de los buscadores van recorriendo las páginas web, almacenando información que contienen y buscando enlaces a otros sitios web para seguir actualizando sus bases de datos. Con el tiempo acaban recorriendo todas las páginas de Internet que tienen enlaces desde otras. Pero por distintos motivos (enlaces generados por JavaScript y Flash, páginas protegidas con contraseña, fichero de exclusión de robots, etc.) algunas páginas no pueden ser alcanzadas por las arañas de los buscadores. Estas páginas forman la Internet Profunda.
En enero de 2005, según un estudio reciente que investigó distintos motores de búsqueda (Google, MSN, Yahoo y Ask Jeeves) se determinó que había 11.500 millones de páginas web en los índices de los buscadores.
De acuerdo a una fuente, 14 de junio de 2015 los índices de Google de la internet superficial contenían más de 14.5 billones de páginas Web.